# مبادرة التدريب والأبحاث في مجال الصحافة
تزود الصحافة اليومية ووسائل الإعلام المسموع والمرئي الجمهور في بنغلاديش بحصيلة الأخبار، غير أن التقارير الإخبارية تفتقر عادةً إلى التفاصيل. وغالبًا ما تركز هذه التقارير على الأحداث التي يتعرض لها الأفراد، بدلًا من التركيز على الأنظمة التي أتاحت فرصة حدوث تلك الحادثة. وتعد الصحافة عالية الجودة أحد العناصر المهمة في أنظمة الحكم الفعالة، كما أنها صوت جهور يدعم مبدأ العدالة لجميع المواطنين. في هذا الإطار، تهدف مبادرة التدريب والأبحاث في مجال الصحافة (JATRI) إلى تحسين حالة الصحافة في بنغلاديش من خلال توفير التدريب والدعم للصحفيين والباحثين المتخصصين في بحث القضايا الاجتماعية والاقتصادية التي تهم المجتمع.
ومع إطلاقها في تاريخ 7 مايو 2009، تعد مبادرة التدريب والأبحاث في مجال الصحافة (JATRI) جزءًا من معهد دراسات الحوكمة (IGS) التابع لـ جامعة براك (BRAC University). وبفضل شمولية محتواها التدريبي، فقد اكتسبت هذه المبادرة بالفعل شهرة تتعلق بجودة برنامجها التدريبي. ولقد كان الصحفيون من المستوى المتوسط يمثلون الجمهور المستهدف لأحداث التدريب الأولية. وتشتمل مبادرة التدريب والأبحاث في مجال الصحافة على فريق يضم خبراء دوليين واختصاصيين محليين معنيين بتصميم وعرض مناهج الدورة. وفي هذه الفعالية، يُجرى دعوة المحررين والأكاديميين المحترمين والمعروفين على المستوى المحلي كمحاضرين ضيوف. كذلك، تهتم مبادرة التدريب والأبحاث في مجال الصحافة بإجراء الأبحاث في القضايا الصحفية والإعلامية بهدف تحسين البيئة الإعلامية للصحفيين. ولقد تم تطوير المركز مع الاحتفاظ بمرفق للموارد مزود بالصحف والدوريات والكتب والمجلات.

## الرابط الرسمي
JATRI

## وصلات خارجية
- http://www.igs-bracu.ac.bd/details_news.php?iid=34%5Bوصلة+مكسورة%5D
- http://www.dai.com/about/newsroom.php?nid=280 نسخة محفوظة 24 أكتوبر 2009 على موقع واي باك مشين.
- http://dhaka.usembassy.gov/10_aug_09_moriarty_remarks_trainingprogram_opening_jatri.html نسخة محفوظة 14 يناير 2010 على موقع واي باك مشين.
- http://www.bracu.ac.bd/bulletin/ نسخة محفوظة 29 يناير 2010 على موقع واي باك مشين.
- http://www.thedailystar.net/story.php?nid=106332
- http://www.thedailystar.net/campus/2009/05/03/feature_jatri.htm
- http://nation.ittefaq.com/issues/2009/08/11/news0392.htm نسخة محفوظة 26 فبراير 2012 على موقع واي باك مشين.